# Phlebotomus minteri
Phlebotomus minteri är en tvåvingeart som beskrevs av Lewis 1982. Phlebotomus minteri ingår i släktet Phlebotomus och familjen fjärilsmyggor.
Artens utbredningsområde är Tanzania. Inga underarter finns listade i Catalogue of Life.